# Fairview Heights
Fairview Heights è un comune degli Stati Uniti d'America, situato nello Stato dell'Illinois, nella contea di St. Clair.